# Ema Destinnová

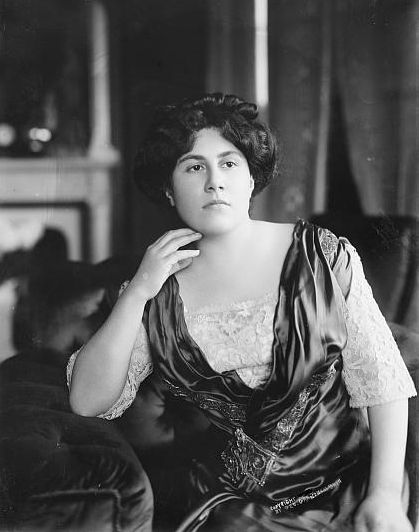
Ema Destinová

Emilie Věnceslava Pavlína Kittlová (* 26. Februar 1878 in Prag, Österreich-Ungarn; † 28. Januar 1930 in Budweis), verehelichte Halsbach, bekannt unter ihrem Pseudonym Ema Destinnová (seltener Destinová) oder Emmy Destinn, war eine bedeutende tschechische Opernsängerin, die das Pseudonym Destin(n) nach ihrer Gesangslehrerin Marie Loewe, geborene Dreger mit dem Künstlernamen Destin(n) führte, welchen sie übernahm. Neben Geraldine Farrar galt sie als eine der besten dramatischen Sopranstimmen ihrer Zeit.

## Leben

Emmy Destinn als Salome

### Jugend
Emmy Kittl war eine Tochter des wohlhabenden Prager Kulturförderers Emanuel Kittl. Künstlerisch begabt, malte sie, lernte am Prager Konservatorium das Geigenspiel bei Professor Ferdinand Lachner und gab mit acht Jahren bereits ein erstes Konzert. Sie versuchte sich kurze Zeit als Literatin und nahm bei der österreichischen Sängerin Marie Loewe (geborene Dreger; Künstlername Destin(n); * Wien-Währing 1838; verstorben 1921 in Tamsweg (Salzburg); in tschechischen Quellen: Destinová-Löwelová) Gesangsunterricht. Das Pseudonym ihrer Lehrerin, ehemals gefeierte Prima-Donna an der Mailänder Scala, wählte sie dann aus Dankbarkeit als ihren Künstlernamen Destin(n). Daneben studierte Emmy das Fach Schauspielkunst an der dramatischen Schule des Nationaltheaters in Prag. Ihr Bühnendebüt hatte sie 1897 in der Semperoper in Dresden als Santuzza in Cavalleria rusticana. Der Erfolg ihres Debüts war so groß, dass sie für fünf Jahre an die Staatsoper Unter den Linden in Berlin verpflichtet wurde.

### Karriere
Den ersten großen Auftritt in Berlin hatte Emmy Destinn 1898. Auch an der Berliner Krolloper als Santuzza in Cavalleria rusticana wurde sie vom Publikum gefeiert. 1901 sang Destinn bei den Bayreuther Festspielen die Senta im Fliegenden Holländer und wurde stürmisch gefeiert. 1904 sang sie in der Uraufführung von Ruggiero Leoncavallos Roland von Berlin, im selben Jahr in der deutschen Erstaufführung von Bedřich Smetanas Dalibor. Im Jahre 1906 kreierte sie für Berlin die Salome von Richard Strauss. Es folgten Auftritte in weiteren Rollen wie Carmen, Valentina, Mignon, Elisabeth, Selika. Destinn wurde Prima-Donna der Staatsoper Berlin, an der sie in fünfzig Rollen zehn Jahre lang wirkte.
1905 debütierte sie im Londoner Royal Opera House in der Titelrolle in Puccinis Madama Butterfly. Sie sang weitere Rollen u. a. 1909 in der Uraufführung der Oper Tess von Frédéric A. Baron d’Erlanger und trat dort bis 1914 und erneut 1919 auf. Nach sehr erfolgreichen Gastspielen in Wien, London, Prag und Paris wurde sie 1908 auch an die New Yorker Metropolitan Opera verpflichtet. 1909 gestaltete sie hier die Marie in Smetanas Oper Die verkaufte Braut, 1910 die Lisa in der Premiere von Pjotr Iljitsch Tschaikowski Pique Dame, bereits 1908 die Martha in Tiefland, 1909 die Titelfigur in La Wally von Alfredo Catalani. Am 10. Dezember 1910 in der Uraufführung von Puccinis La fanciulla del West sang sie als Partnerin des damals berühmtesten Tenors Enrico Caruso die Minnie.
Nur in Prag fand sie, nachdem sie dort 1900 drei Auftritte hatte, keinen Anklang und keine festbesoldete Anstellung am Nationaltheater. Später nahm sie Rollen auch an anderen Theatern der Stadt an. Nachdem Emmy Destinn insgesamt 86-mal in der Hauptstadt Böhmens aufgetreten war, wurde sie auch hier 1908 begeistert gefeiert. Nun verpflichtete sie endlich auch das tschechische Nationaltheater; zu deren Ehrenmitglied sie im gleichen Jahr ernannt wurde. Kurz darauf erfolgte die Ernennung zur Preußischen Kammersängerin in Berlin.
1916, während des Ersten Weltkriegs kehrte sie nach Böhmen zurück und wurde wegen angeblicher Spionage auf dem Schloss in Stráž nad Nežárkou unter Hausarrest gestellt. Im letzten Kriegsjahr 1918 kehrte sie auf die Bühne zurück und wurde überall gefeiert. Zum Schluss der Konzerte stimmte sie dann die tschechische Nationalhymne Kde domov můj an und gestaltete so ihre Auftritte als ein nationales Manifest zur Zeit der Gründung der Ersten Tschechoslowakei.
Vor der Errichtung der neuen unabhängigen Tschechoslowakei betätigte sich Destinová als Botin zwischen der Geheimorganisation Maffie und Widerstandsbewegung im Ausland.

### Lebensende
Nach dem Krieg 1918 zog sie sich immer mehr zurück. Über das Schicksal ihres Ehemannes, des Oberleutnants Josef Halsbach, und der weiteren Familie wurde nichts überliefert. Sie trat noch in London beim Festival der tschechoslowakischen Musik auf und elfmal im Covent Garden. 1919 kehrte sie nochmals für zwei Spielzeiten unter dem Namen „Ema Destinnová“ an die Metropolitan Oper in New York zurück. Sie wurde schwer krank, eine schnelle Operation rettete ihr das Leben. Sie unternahm 1925 eine kleine Tournee durch Jugoslawien und trat in Bratislava (Pressburg) auf. 1926 begann der Abschied von der Bühne: ein letztes Konzert in der Prager Lucerna und eine Tournee durch zwanzig Städte der Tschechoslowakei. 1928 gab sie zum zehnjährigen Bestehen der Ersten Tschechoslowakei ein letztes Konzert in London. Sie zog sich schließlich auf ihren Wohnsitz, das Schloss Stráž bei Budweis, zurück und gab nur noch gelegentlich Konzerte. „Das Schrecklichste ist eine alte Frau auf der Bühne sehen zu müssen“, war ihr Credo, das sie zum freiwilligen Ruhestand im Alter von etwa 50 Jahren bewog. Emmy Destinn widmete sich nun dem Gesangunterricht.
In der damaligen Tschechoslowakei, heute Tschechien, aber auch in der Slowakei wurde sie als Nationalheldin gefeiert und verehrt. Ihre Sopranstimme galt als von reinster Schönheit und glockenrein, sie war von einer ungewöhnlichen Ausdrucksstärke und Ausdrucksskala, die ein Repertoire von über 80 großen Partien bewältigte. Emmy Destinn starb während einer Augenoperation (Schlaganfall) am 28. Januar 1930 in České Budějovice (Budweis) und wurde unter großem Anteil der Bevölkerung auf dem Heldenfriedhof Vyšehrad in Prag beigesetzt.

## Posthume Ehrung

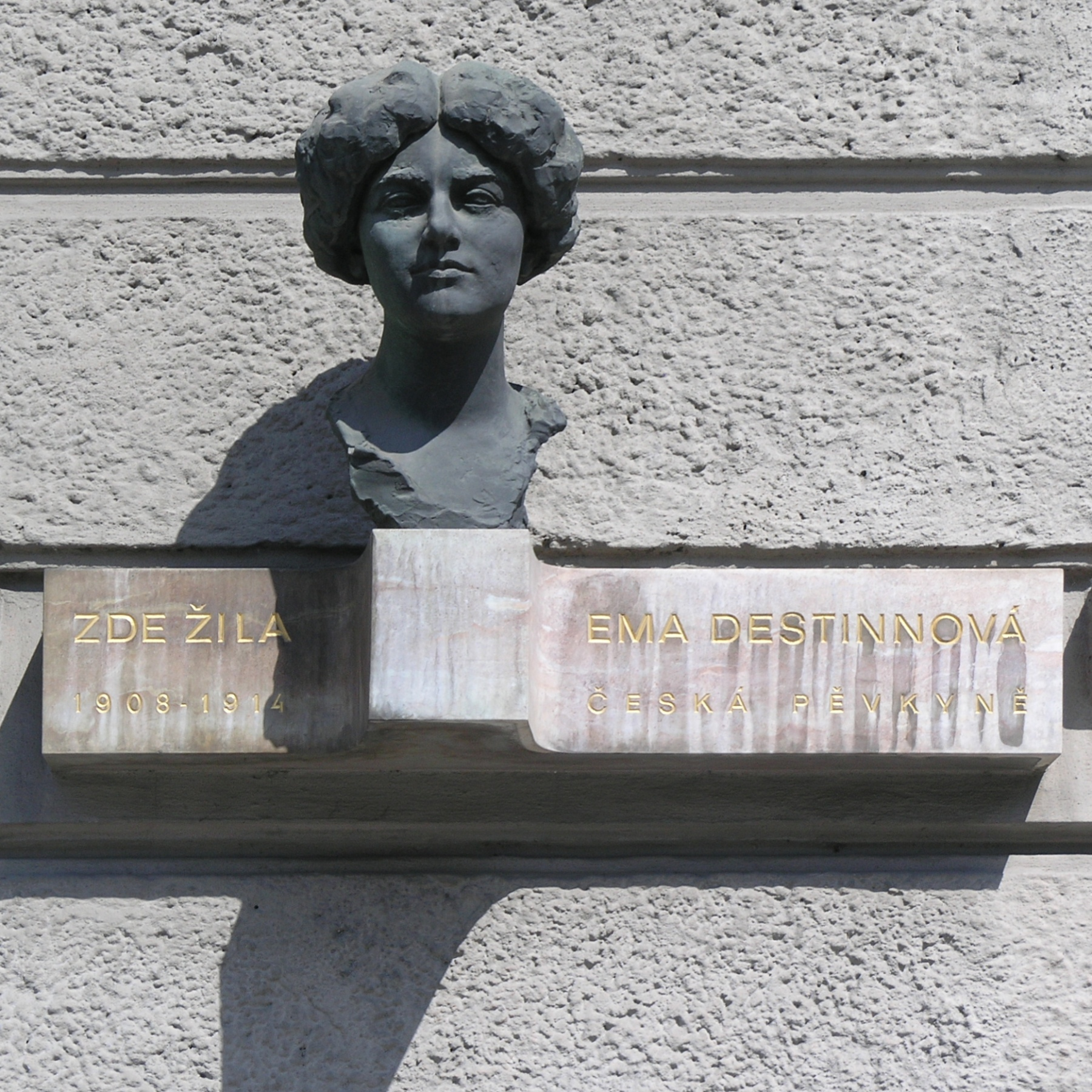
Gedenkstein in Prag

Ihr Leben und Schicksal wurde in dem Film Göttliche Ema (Božská Ema) dargestellt. Sie ist auf der 2000-Kronen-Banknote und auf zwei tschechischen Briefmarken abgebildet. An ihrem Wohnhaus auf der Prager Kleinseite ließ die Stadtverwaltung einen Gedenkstein mit dem Hinweis „Hier lebte Ema Destinnová 1908–1914“ und einer darauf befestigten Bronzebüste anbringen.
Der Asteroid (6583) Destinn wurde nach ihr benannt.

## Werke

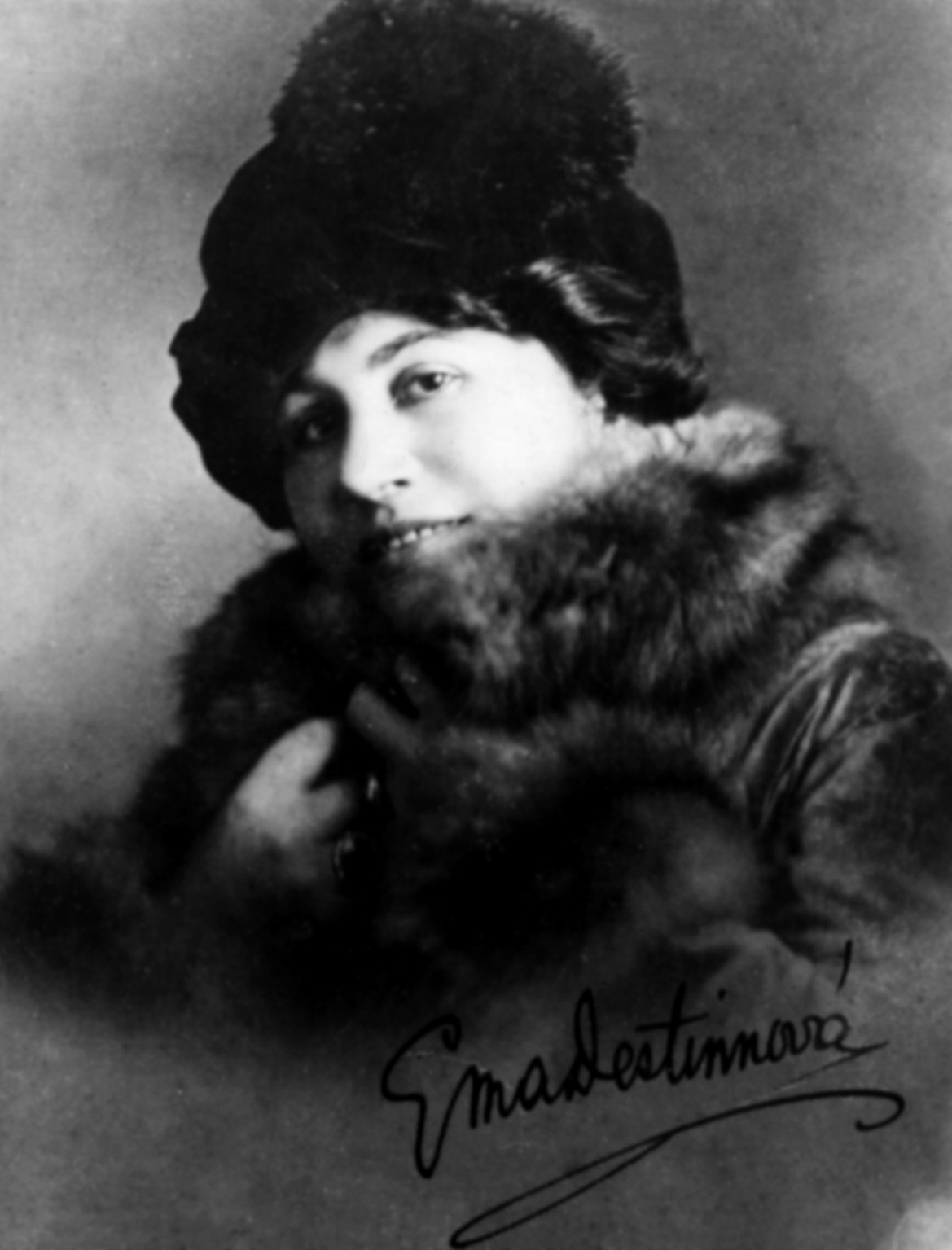
Signiertes Porträt

Sie komponierte einige Lieder und schrieb Gedichte und Romane. Emmy Destinn war eine anerkannte Interpretin der Werke Wolfgang Amadeus Mozarts, Richard Wagners und der italienischen Oper, aber auch tschechischer Werke, wie von Smetana und Zdeněk Fibich.
Gedichtbände
- Květy sněhu.
- Der galante Abbé. Vertont von Leo Blech. Bote & Bock, Berlin 1907.
- Sturm und Ruhe. Carl Duncker, Berlin 1902.

Romane
- Pan doktor Casanova. aus dem Deutschen ins Tschechische übersetzt von Václav Šmejkal. Vyšehrad, Prag 1988.
- Kněžna Libuše. Prag 1910.
- Ve stínu modré růže. Prag 1921.

Übersetzungen
- Radúz a Mahulena. (Tschechisches Märchen ins Deutsche).
- Libretto zu Psohlavci von Karel Kovařovic

Drama
- Nadarmo. (Schauspiel, das in Švandovo divadlo aufgeführt wurde).
- Rahel.

Tondokumente

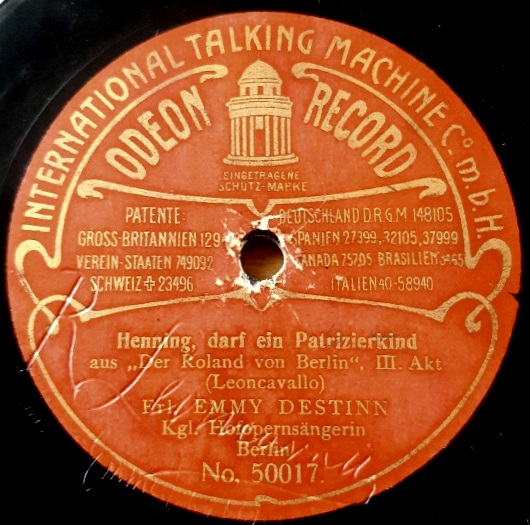
Schallplatte von Emmy Destinn (Berlin 1905)

Emmy Destinn hinterließ zahlreiche Aufnahmen; ihre erste Schallplatte erschien bereits 1901 auf Berliner Records, weitere auf Columbia (Berlin 1904), Odeon (Berlin 1905–11), G&T (Berlin 1907), Gramophone (Berlin 1908–10, London 1911), Edison (New York 1911), Columbia (New York 1912) und Victor (New York 1914–21).
- CD 4925 E. Destinnová – Arias and songs 1901–1909
- CD 5806 E. Destinnová – Arias and songs 1910–1921
- CD 5807 E. Destinnová – Arias and songs 1901
- LP 1701 E. Destinnová – Český repertoár
- Doppel-LP Supraphon 110319 - Ema Destinnová (souborná edice) - Německý repertoár
- Supraphon 11 2136-2 600 The complete Destinn (12 CD set)